# 大協薬品工業
大協薬品工業株式会社（たいきょうやくひんこうぎょう）は、富山県富山市にある医薬品メーカーである。

## 概要

### 営業内容
- 外用剤 - 54.0%[1]
- 内服剤 - 8.3%[1]
- 内服液剤 - 7.1%[1]
- その他 - 30.6%[1]

### 事業所
- 本社（工場・事務所）[1]
- 東京支店[1]
- 名古屋支店[1]（大協薬品株式会社）

かつては小杉支店・工場（射水市）も所在していた。

### 沿革
- 1949年3月 - 石黒製薬社[3]として創業[2]。
- 1964年12月 - 大協薬品工業に改称。株式会社となる[2][3]。
- 1971年 - 龍角散トローチ全国総発売元[1]。
- 2018年 - 株式会社廣貫堂・内外薬品株式会社とともに、富山めぐみ製薬株式会社を設立。

### 本社工場
- 鉄筋コンクリート造2階建（一部3階建て）
- 総建築面積延13,277m2
- 敷地面積25,187m2（一万坪）

### 関連会社
- 水井食品
- かね七
- 大協薬品株式会社（オンラインショップ「なごくら大協薬品」）
- ルナ薬品工業

特にかね七との結びつきが強く、『かね七・大協グループ』を組んでいる。富山県道315号辻ヶ堂市田袋線を挟んで本社工場の反対側にかね七の本社がある。

### 関係会社
- 丸魚富山中央魚市

### 主要取引銀行
- 北陸銀行本店
- 富山第一銀行本店

## 主な製品
製品は大きく、硬膏、ハップ剤、内服固形剤、内服液剤に分けられる。おきゅ膏はゼリア新薬工業におきゅ膏ZとしてOEM販売しているほか、クラシエ薬品の点温膏も同社の製造（処方はおきゅ膏とは異なる）。
硬膏
おきゅ膏（1974年発売）、カールバン（1993年発売）、カールバンエコ、カールバンW（2018年発売）、コリシート
ハップ剤
シートハップ（1991年発売）、温感シートハップ、シートハップID（2006年発売）、ハップクール、フィットハップ
内服固形剤
カゼチーム（1995年発売）、かぜジェット、セキピタール、赤玉ネオベリン
内服液剤
アスパビタン、ブルーベリーパワー

## 本社工場の周辺
- 水橋駅
- 白岩川
- かね七（道路を挟んで本社工場の反対側にある）